# Panorama de Thoune
Le Panorama de Thoune, aussi appelé autrefois le Panorama Wocher, est un panorama représentant la ville suisse de Thoune (canton de Berne) et situé à Thoune. Elle a été réalisée entre 1809 et 1814 par le peintre bâlois Marquard Wocher, ce qui en fait le plus ancien panorama conservé à ce jour. La peinture mesure environ 7,5 mètres de haut et 38 mètres de long.

## Historique

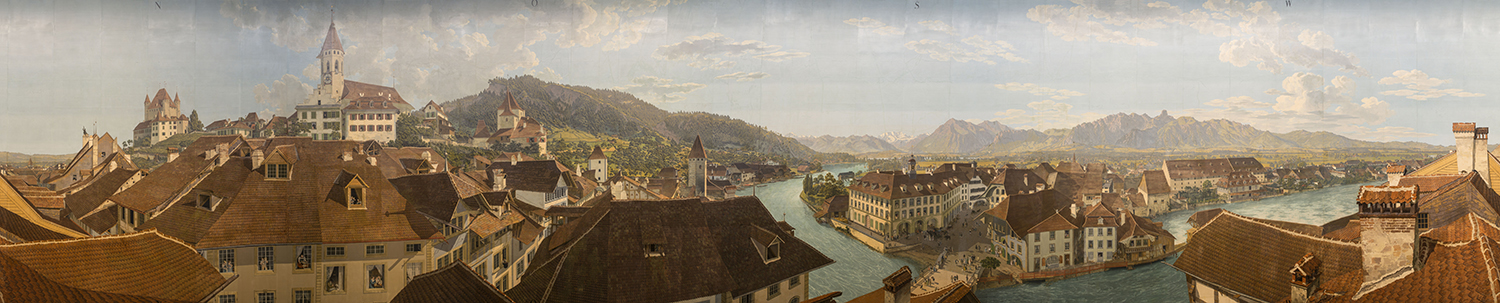
Le Panorama de Thoune

Durant la vie du peintre, le panorama était exposé à Bâle, puis il fut remis à la ville de Thoune après sa mort. Par la suite, il a été conservé à divers endroits puis est tombé dans l'oubli. Grâce à la Fondation Gottfried Keller, la peinture a été restaurée en 1958-1959 et à nouveau présentée au public.
Depuis 1961, le panorama est exposé dans un bâtiment spécialement conçu dans le parc du château de Schadau, au bord du lac de Thoune. De mai à août 2014, l’œuvre a de nouveau été restaurée.

## Description

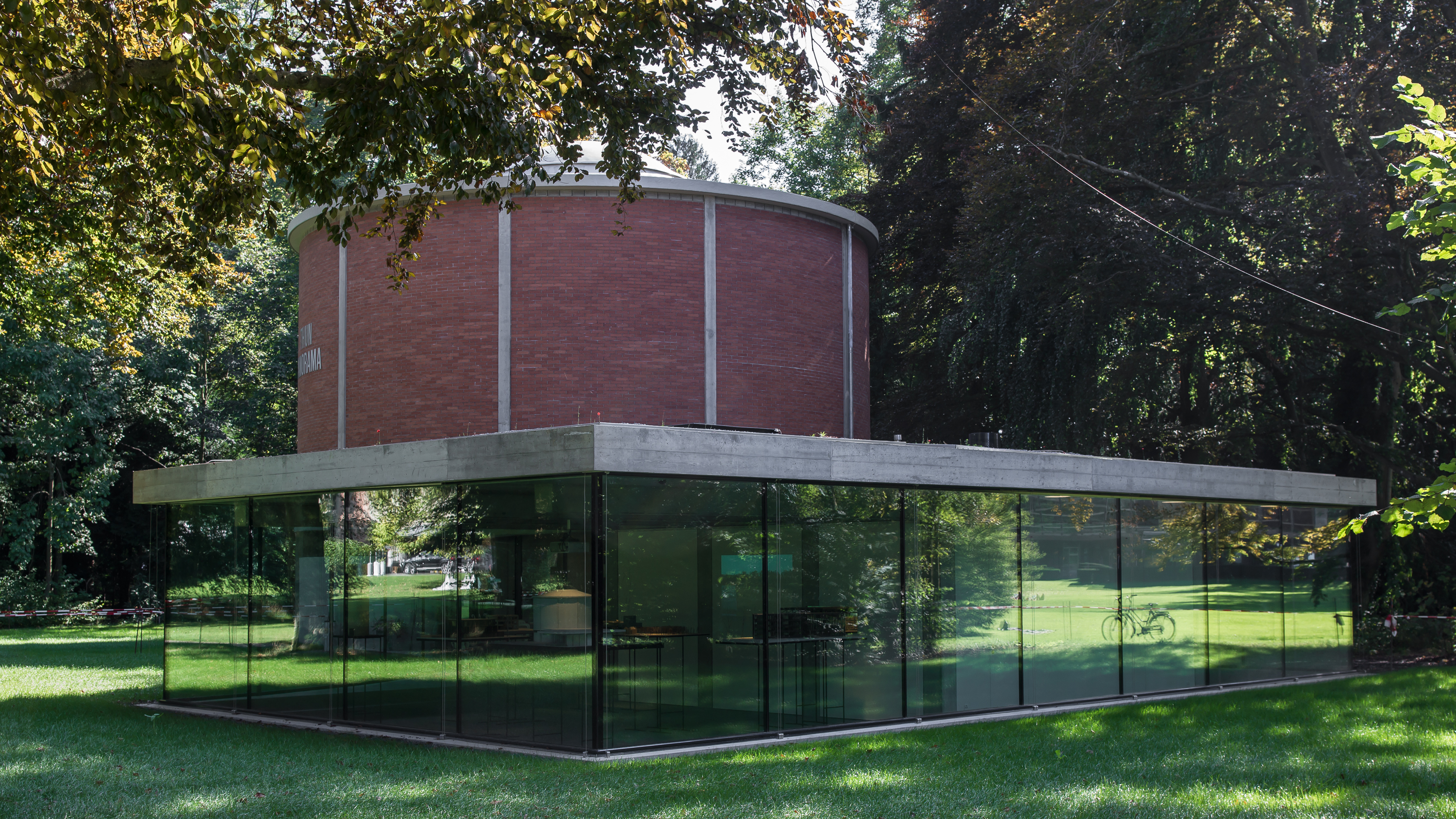
Vue extérieure du bâtiment du panorama de Thoune.

Le Panorama représente de manière réaliste une petite ville en 1810. L'artiste a fait ses esquisses des scènes de rue depuis une chambre mansardée dans la toiture d'une maison de la vieille ville de Thoune. La peinture montre des aperçus des salons, salles de classe et ruelles de la ville, avec en arrière-plan des vues des quais de l'Aar jusqu'au Niesen, au Blüemlisalp et à la Jungfrau pour revenir enfin au château. Le panorama constitue donc un témoignage historique et artistique important sur la ville de Thoune.

## Sources
- (de) Cet article est partiellement ou en totalité issu de l’article de Wikipédia en allemand intitulé « Thun-Panorama » (voir la liste des auteurs).